# 도이촌 (고치현)
도이촌(일본어: 土居村)은 일본 고치현 아키군에 있던 촌이다. 현재의 아키시에 해당한다.

## 역사
- 1889년 4월 1일 - 정촌제 시행에 의해 2촌의 구역으로 성립하였다.
- 1954년 8월 1일 - 아키정·이오키촌·가와키타촌·히가시가와촌·하타야마촌·이노쿠치촌·아카노촌과 합병해 아키시가 성립, 동일 도이촌은 폐지되었다.

## 참고 문헌
- 角川日本地名大辞典編纂委員会,『角川日本地名大辞典 39 高知県』1983, 角川書店